# Франция на летних Олимпийских играх 1980
В Играх XXII летней Олимпиады, проходивших с 19 июля по 3 августа 1980 года в Москве, принимал участие 121 французский спортсмен (98 мужчин и 23 женщины).
Французы частично поддержали бойкот московской Олимпиады, инициированный США, и выступали не под своим национальным, а под Олимпийским флагом. Кроме того, французская делегация не принимала участие в церемонии открытия (наряду с Бельгией, Италией, Люксембургом, Нидерландами, Сан-Марино и Швейцарией).
Несмотря на то, что на Олимпиаде-1980 французская делегация была самой малочисленной за последние 10 летних Олимпиад, начиная с Олимпиады 1932 года в Лос-Анджелесе, в общем медальном зачёте французы выступили весьма удачно, завоевав 6 золотых, 5 серебряных и 3 бронзовые награды. Для сравнения — на Олимпиаде-1972 в Мюнхене 227 французских спортсменов выиграли лишь 2 золота, столько же золотых медалей было на счету французов 4 года спустя на Олимпиаде в Монреале, где Франция была представлена 206 спортсменами. Сравнительно небольшая численность французской делегации на московской Олимпиаде связана с тем, что французы, как и многие другие сборные, частично поддержавшие бойкот, не прислали ни одной команды в командных игровых видах спорта.
Все свои 6 золотых наград французы завоевали в 2 видах спорта — фехтовании и дзюдо. Наибольшего успеха добилась 21-летняя фехтовальщица Паскаль Транке-Ашан, которые выиграла и личное первенство рапиристок, и командное в составе своей сборной. По 2 награды также на счету дзюдоиста Анджело Паризи (золото и серебро), фехтовальщиков Паскаля Жольо (золото и серебро) и Филиппа Рибу (золото и бронза).
Личное золото Транке-Ашан и командное золото французских рапиристок стали единственными наградами французских женщин на московской Олимпиаде. Остальные 12 наград выиграли мужчины.
Анджело Паризи, победив 27 июля 1980 года в супертяжёлой весовой категории, стал первым в истории дзюдоистом из Франции, выигравшим олимпийское золото. 1 августа дзюдоист Тьерри Ре принёс Франции второе золото.
Самым молодым французским спортсменом на московской Олимпиаде стал пловец Фредерик Делькур (род. 14 февраля 1964). Он специализировался в плавании на спине и в составе сборной Франции занял 5-е место в финале комбинированной эстафеты 4×100 м. На дистанциях 100 и 200 м на спине Делькур не сумел пробиться в финал. Самым возрастным французским спортсменом был гребец Дидье Галле (род. 14 августа 1945).

## Все медали (14)

### Золото (6)
| Золото |                                                                                        |                                                    |
| №      | Спортсмены                                                                             | Вид спорта (дисциплина)                            |
| 1      | Тьерри Ре                                                                              | Дзюдо (мужчины, до 60 кг)                          |
| 2      | Анджело Паризи                                                                         | Дзюдо (мужчины, свыше 95 кг)                       |
| 3      | Паскаль Тренке-Ашен                                                                    | Фехтование (женщины, рапира, личное первенство)    |
| 4      | Дидье Фламан Паскаль Жолио Брюно Бошри Филипп Боннен Фредерик Петрушка                 | Фехтование (мужчины, рапира, командное первенство) |
| 5      | Филипп Рибу Патрик Пико Юбер Гарда Филипп Буасс Мишель Салесс                          | Фехтование (мужчины, шпага, командное первенство)  |
| 6      | Паскаль Тренке-Ашен Брижитт Латрилль-Годен Изабелль Бегар Вероник Брукье Кристин Мюзьо | Фехтование (женщины, рапира, командное первенство) |

### Серебро (5)
| Серебро |                |                                                                  |
| №       | Спортсмены     | Вид спорта (дисциплина)                                          |
| 1       | Ален Леба      | Гребля на байдарках и каноэ (мужчины, байдарка-одиночка, 1000 м) |
| 2       | Яве Каар       | Велоспорт-трек (мужчины, спринт на 1000 м)                       |
| 3       | Ален Бондю     | Велоспорт-трек (мужчины, индивидуальное преследование на 4000 м) |
| 4       | Паскаль Жолио  | Фехтование (мужчины, рапира, личное первенство)                  |
| 5       | Анджело Паризи | Дзюдо (мужчины, абсолютное первенство)                           |

### Бронза (3)
| Бронза |                                                      |                                                |
| №      | Спортсмены                                           | Вид спорта (дисциплина)                        |
| 1      | Бернар Чулуян                                        | Дзюдо (мужчины, до 78 кг)                      |
| 2      | Филипп Рибу                                          | Фехтование (мужчины, шпага, личное первенство) |
| 3      | Антуан Ришар Эрманн Панзо Патрик Барре Паскаль Барре | Лёгкая атлетика (мужчины, эстафета 4х100 м)    |

## Результаты соревнований

### Академическая гребля
В следующий раунд из каждого заезда проходили несколько лучших экипажей (в зависимости от дисциплины). В финал A выходили 6 сильнейших экипажей, ещё 6 экипажей, выбывших в полуфинале, распределяли места в финале B.
Мужчины
| Соревнование | Спортсмены                      | Предварительный заезд | Предварительный заезд | Предварительный заезд | Отборочный заезд | Отборочный заезд | Отборочный заезд | Полуфинал            | Полуфинал            | Полуфинал            | Финал                | Финал                | Итоговое место       |                      |
| Соревнование | Спортсмены                      | Заезд                 | Время                 | Место                 | Заезд            | Время            | Место            | Заезд                | Время                | Место                | Время                | Место                | Итоговое место       |                      |
| ------------ | ------------------------------- | --------------------- | --------------------- | --------------------- | ---------------- | ---------------- | ---------------- | -------------------- | -------------------- | -------------------- | -------------------- | -------------------- | -------------------- | -------------------- |
| одиночки     | Дидье Галле                     | 1                     | 8:04,41               | 4                     | 1                | 7:32,81          | 4                | завершил выступление | завершил выступление | завершил выступление | завершил выступление | завершил выступление | завершил выступление | завершил выступление |
| двойки       | Жан-Клод Руссель Доминик Леконт | 3                     | 7:33,20               | 2 Q                   | не участвовали   | не участвовали   | не участвовали   | 2                    | 7:10,26              | 5 QB                 | Финал B              | Финал B              | 8                    |                      |
| двойки       | Жан-Клод Руссель Доминик Леконт | 3                     | 7:33,20               | 2 Q                   | не участвовали   | не участвовали   | не участвовали   | 2                    | 7:10,26              | 5 QB                 | 6:55,22              | 2                    | 8                    |                      |

Уроженец итальянского Арпино дзюдоист Анджело Паризи в 1972 году на Олимпиаде в Мюнхене выступал за сборную Великобритании и выиграл бронзу в абсолютном первенстве. В 1975 году Паризи по семейным причинам сменил гражданство на французское и на Олимпиаде в Москве стал не только первым французским олимпийским чемпионом по дзюдо, но и первым и единственным французом, выигравшим 2 медали в дзюдо на одной Олимпиаде. Это достижение в обозримом будущем никому не удастся повторить, так как первенство в абсолютной весовой категории было исключено из олимпийской программы дзюдо после 1984 года.